# Очилтри (окръг, Тексас)
Окръг Очилтри (на английски: Ochiltree County) е окръг в щата Тексас, Съединени американски щати. Площта му е 2378 km², а населението - 9006 души (2000). Административен център е град Перитън.